# マラスキーノ

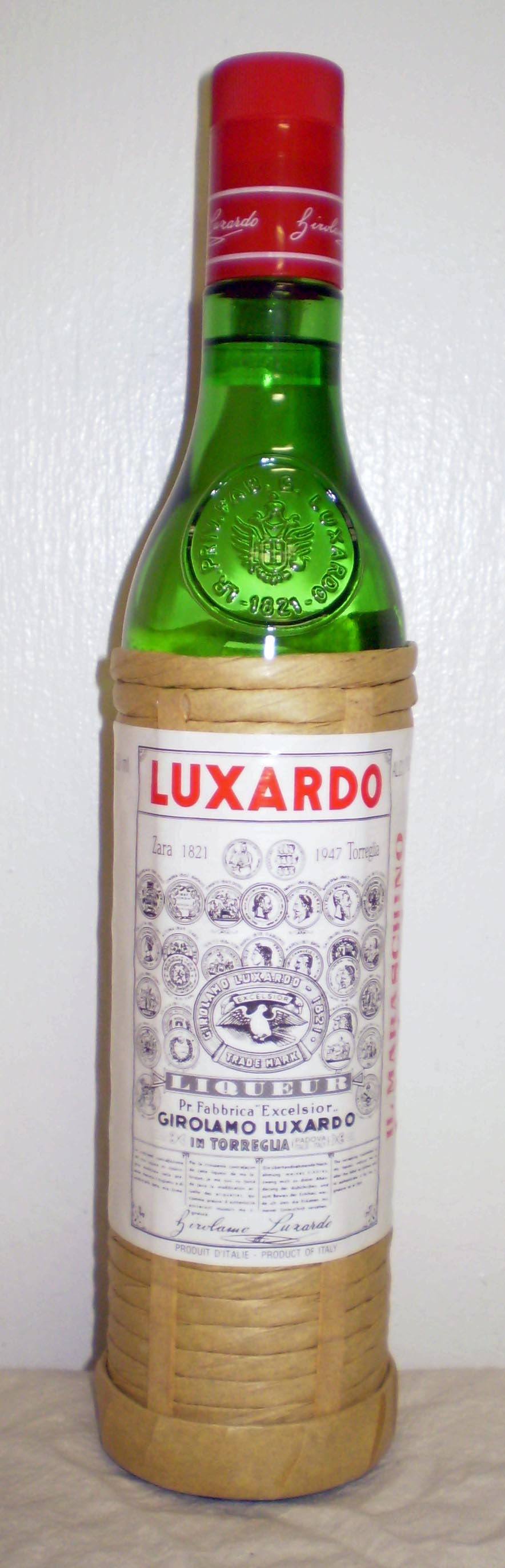
マラスキーノ

マラスキーノ (Maraschino) とは、マラスカ種のサクランボを原料としたリキュール。日本語表記ではマラスキノとも。また、カクテルのレシピ集では、マラスキーノ・チェリーとの区別のため、マラスキーノ・リキュールと表記する場合もある。本稿では、これらの表記ゆれにかかわらず、以降「マラスキーノ」という表記で統一する。

## 特徴
マラスキーノは、イタリア北部のトリエステ近郊や、クロアチア、スロベニアなどの名産として知られる。もともとマラスキーノは、アドリア海を挟んでイタリアの向かい側に位置するダルマチア地方で、神のお酒として伝統的に作られてきたリキュールであった。
製造過程でサクランボの種子を破砕するため、アーモンドに似た独特の香気を呈するのが特徴。日本で「チェリー・ブランデー」というと、このマラスキーノのことを指すことが多い。なおマラスキーノ・チェリーは、本来このマラスキーノに浸漬して作るものだった。

## マラスキーノを使ったカクテルの例
- アビエイション
- カジノ
- レッド・バイキング
- ホワイト・ローズ
- メアリー・ピックフォード